# Porto União (kommun)
Porto União är en kommun i Brasilien.   Den ligger i delstaten Santa Catarina, i den södra delen av landet, 1 200 km söder om huvudstaden Brasília. Antalet invånare är 33 497.
Följande samhällen finns i Porto União:
- Porto União

I omgivningarna runt Porto União växer i huvudsak städsegrön lövskog. Runt Porto União är det mycket glesbefolkat, med 7 invånare per kvadratkilometer.